# Gary Trent Jr.
Gary Dajaun Trent Jr. (Columbus, Ohio, 18 de enero de 1999) es un baloncestista estadounidense que pertenece a la plantilla de los Milwaukee Bucks de la NBA. Con 1,96 metros de estatura, juega en la posición de escolta. 
Es hijo del que fuera también jugador de la NBA, Gary Trent.

## Trayectoria deportiva

### Primeros años
Jugó hasta su temporada júnior de instituto en el Apple Valley High School de Apple Valley (Minnesota), en la que promedió 26,4 puntos y 5,8 rebotes por partido. Su último año lo jugó en el Prolific Prep de Napa (California), donde promedió 31,8 puntos, 6,4 rebotes y 3,8 asistencias por partido como sénior.
Fue elegido para diputar los prestigiosos McDonald's All-American Game y el Jordan Brand Classic, en el que logró 6 puntos y 3 asistencias.

### Universidad
Jugó una temporada con los Blue Devils de la Universidad de Duke, en la que promedió 14,5 puntos, 4,2 rebotes, 1,4 asistencias y 1,2 robos de balón por partido. Tras finalizar esa temporada, anunció su intención de renunciar a los tres años de universidad que le quedaban para presentarse al Draft de la NBA.

#### Estadísticas
| Año     | Equipo | PJ | PT | MPP  | %TC  | %3P  | %TL  | RPP | APP | ROB | TPP | PPP  |
| ------- | ------ | -- | -- | ---- | ---- | ---- | ---- | --- | --- | --- | --- | ---- |
| 2017–18 | Duke   | 37 | 37 | 33.8 | .415 | .402 | .876 | 4.2 | 1.4 | 1.2 | .2  | 14.5 |

### Profesional

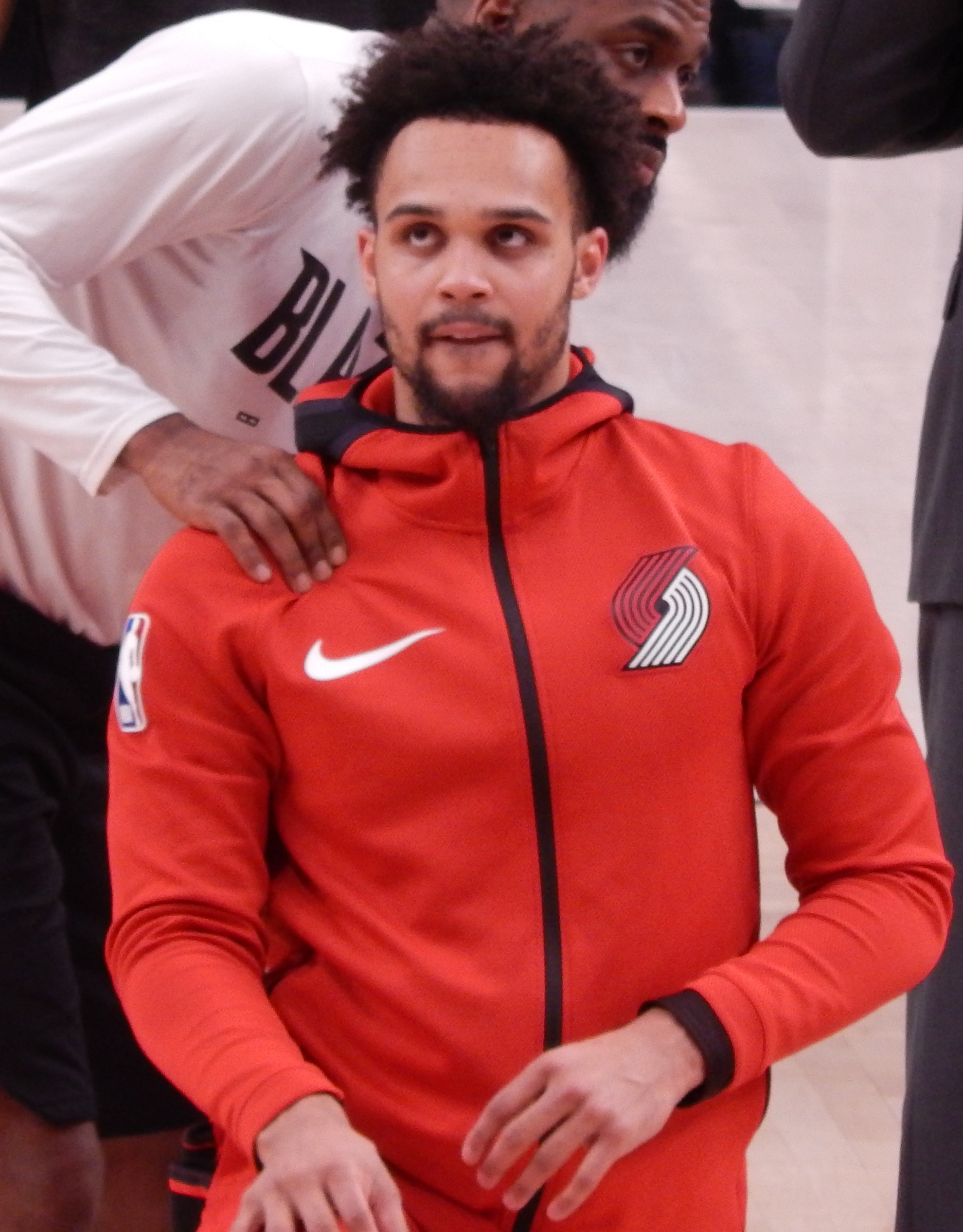
Trent con Portland en 2019.

Fue elegido en la trigésimo séptima posición del Draft de la NBA de 2018 por Sacramento Kings, quienes traspasaron sus derechos a Portland Trail Blazers, y con quienes acabó firmando contrato en el mes de julio por tres temporadas.
Durante su tercera temporada en Portland, el 25 de marzo de 2021, es traspasado junto a Rodney Hood a Toronto Raptors a cambio de Norman Powell. Esa temporada, el 10 de abril de 2021, registró su récord personal de anotación con 44 puntos ante Cleveland Cavaliers.
El 2 de agosto de 2021, consigue una extensión de contrato con los Raptors por $54 millones y 3 años.
Del 25 de enero al 2 de febrero de 2022, encadenó 5 encuentros consecutivos anotando más de 30 puntos, igualando el récord de la franquicia de Toronto, que posee también DeMar DeRozan (2016). El 10 de febrero ante Houston Rockets, anota 42 puntos. El 12 de marzo ante Phoenix Suns, consigue otros 42 puntos.
Tras cuatro temporadas en Toronto, en julio de 2024, firma como agente libre con Milwaukee Bucks por una temporada.

## Estadísticas de su carrera en la NBA

### Temporada regular
| Año     | Equipo    | PJ  | PT  | MPP  | %TC  | %3P  | %TL  | RPP | APP | ROB | TPP | PPP  |
| ------- | --------- | --- | --- | ---- | ---- | ---- | ---- | --- | --- | --- | --- | ---- |
| 2018-19 | Portland  | 15  | 1   | 7.4  | .320 | .238 | .429 | .7  | .3  | .1  | .1  | 2.7  |
| 2019-20 | Portland  | 61  | 8   | 21.8 | .444 | .418 | .822 | 1.6 | 1.0 | .8  | .3  | 8.9  |
| 2020-21 | Portland  | 41  | 23  | 30.8 | .414 | .397 | .773 | 2.2 | 1.4 | .9  | .1  | 15.6 |
| 2020-21 | Toronto   | 17  | 15  | 31.8 | .395 | .355 | .806 | 3.6 | 1.3 | 1.1 | .2  | 16.2 |
| 2021-22 | Toronto   | 70  | 69  | 35.0 | .414 | .383 | .853 | 2.7 | 2.0 | 1.7 | .3  | 18.3 |
| 2022-23 | Toronto   | 66  | 44  | 32.1 | .433 | .369 | .839 | 2.6 | 1.6 | 1.6 | .2  | 17.4 |
| 2023-24 | Toronto   | 71  | 41  | 28.1 | .426 | .393 | .771 | 2.6 | 1.7 | 1.1 | .1  | 13.7 |
| 2024-25 | Milwaukee | 74  | 9   | 25.6 | .431 | .416 | .848 | 2.3 | 1.2 | 1.0 | .1  | 11.1 |
| Total   | Total     | 415 | 210 | 28.2 | .423 | .391 | .823 | 2.4 | 1.4 | 1.2 | .2  | 13.7 |

### Playoffs
| Año   | Equipo    | PJ | PT | MPP  | %TC  | %3P  | %TL  | RPP | APP | ROB | TPP | PPP  |
| ----- | --------- | -- | -- | ---- | ---- | ---- | ---- | --- | --- | --- | --- | ---- |
| 2020  | Portland  | 5  | 1  | 30.6 | .356 | .417 | .857 | 2.0 | .6  | .8  | .0  | 9.6  |
| 2022  | Toronto   | 6  | 6  | 33.2 | .378 | .333 | .895 | 1.8 | 1.3 | 1.0 | .5  | 15.3 |
| 2025  | Milwaukee | 5  | 3  | 34.2 | .516 | .500 | .800 | 2.2 | 1.2 | 2.6 | .0  | 18.8 |
| Total | Total     | 16 | 10 | 32.7 | .418 | .421 | .861 | 1.9 | 1.1 | 1.4 | .2  | 14.6 |